# Galaxian
Galaxian é um jogo de tiro lançado para arcade em 1979 pela fabricante japonesa de jogos eletrônicos Namco.

## Jogabilidade
O jogador controla uma nave espacial chamada Galaxip, e tem como objetivo fazer a maior pontuação possível, destruindo uma frota de naves inimigas. Diferente destas, a movimentação da Galaxip é limitada para a esquerda e a direita ao longo da parte inferior da tela.[carece de fontes?]
Cada fase inicia com uma formação inimiga completa, e o jogador precisa eliminar todas as naves para seguir à fase seguinte. Os inimigos costumam descer atirando, na tentativa de acertar a Galaxip ou colidir com ela, e o jogador deve decidir a hora certa de contra-atacar ou simplesmente desviar.

## Versões
Galaxian teve versões para a maioria dos consoles contemporâneos como Apple II, Atari 2600, Atari 5200, Atari 8-bit, ColecoVision, Commodore 64, Commodore VIC-20, NES, MSX, DOS e ZX Spectrum. A versão arcade também já foi lançada em várias coletâneas para consoles mais recentes como Playstation 4, Xbox One e Nintendo Switch.

## Recorde
O recorde mundial do jogo é de 1,653,270 pontos, e pertence a Aart van Vliet, da Holanda. Foi alcançado em 27 de maio de 2009.

## Continuação
Galaga é a sequência de Galaxian, lançada em 1981.